# NS5-Brane
Eine NS5-Brane (NS für Neveu-Schwarz) ist in der Typ II Supergravitation eine fünfdimensionale Brane, die sich aus den verallgemeinerten Einsteinschen Feldgleichungen ergibt. Eine NS5-Brane ist magnetisch geladen unter dem Kalb-Ramond-Feld und gehört zu den höherdimensionalen Verallgemeinerungen von Lösungen schwarzer Löcher, welche auch schwarze Branen genannt werden. (Elektrisch geladene schwarze Löcher werden durch die Reissner-Nordström-Metrik beschrieben.)